# 和田川 (新宮市)
和田川（わだがわ）は、和歌山県新宮市熊野川町にある川。

## 地理
和歌山県新宮市熊野川町の大塔山と足郷山（あしごうやま）の牟婁層群に源を発し、下流の熊野層群では豪雨により地層は侵食され、美しい渓谷・峡谷を形成している。牟婁層群でろ過された清水はここを流れ、国内でも有数の渓谷美を誇っている。清流にもかかわらず水温が夏には20度以上となり、親水性が高い。ツキアイで小口川と合流し赤木川となり、熊野川を経て熊野灘に注ぐ。
渓谷部（和田川峡）は和歌山県の白見山和田川峡県立自然公園の第1種特別地域（面積36ha）及び第2種特別地域（面積301ha）、その後背地は第3種特別地域（面積1,061ha）に指定されている。